# Binson-et-Orquigny
Binson-et-Orquigny era una comuna francesa que estaba situada en el departamento de Marne, de la región de Gran Este, que el 1 de enero de 2023 pasó a formar parte de la comuna nueva de Cœur-de-la-Vallée como comuna delegada.

## Historia
Fue creada entre 1790 y 1794 con la unión de las comunas de Binson, Montigny y Orquigny.

## Demografía
| Gráfica de evolución demográfica de Binson-et-Orquigny entre 1800 y 2020 |
|                                                                          |

Los datos demográficos contemplados en este gráfico de la comuna de Binson-et-Orquigny se han cogido de 1800 a 1999 de la página francesa EHESS/Cassini, y los demás datos de la página del INSEE.